# ديزموند أوكونور
ديزموند برنارد أوكونور (بالإنجليزية: Desmond Bernard O'Connor)‏(12 يناير 1932 - 14 نوفمبر 2020)، هو ممثل كوميدي ومغني ومقدم برامج تلفزيونية إنجليزي. حاصل على عدة جوائز.
سجل 36 ألبومًا وحصلت أربعة من أغانيه على مركز العشرة الأوائل، بما في ذلك أغنيته «I Pretend» التي حققت نجاحًا ومبيعات عالمية تجاوزت ستة عشر مليون سجل.
ولد أوكونور في ستيبني، شرق لندن، لوالده مود (ني باسيت) و(هاري أوكونور). كانت والدته عاملة نظافة يهودية وكان والده عامل تنظيف أيرلندي.

## زواجه
تزوج أوكونور أربع مرات:
- فيليس جيل (تزوج عام 1953، مطلق عام 1959).
- جيليان فوغان (تزوج عام 1960، مطلق عام 1982).
- جاي روفر (تزوج عام 1985، مطلق عام 1990).
- جودي بروك ويلسون (تزوج سبتمبر 2007).

## وفاته
توفي يوم 14 نوفمبر 2020 في المستشفى إثر سقوطه في منزله عن عمر يناهز 88 عامًا.

## روابط خارجية
- ديزموند أوكونور في قاعدة بيانات الأفلام على الإنترنت
- ظهور دي أوكونور في برنامج This Is Your Life
- الموقع الرسمي نسخة محفوظة 30 نوفمبر 2020 على موقع واي باك مشين.